# Évelyne Girardon
Pour les articles homonymes, voir Girardon.
 (mai 2018).
Si vous disposez d'ouvrages ou d'articles de référence ou si vous connaissez des sites web de qualité traitant du thème abordé ici, merci de compléter l'article en donnant les références utiles à sa vérifiabilité et en les liant à la section « Notes et références ».
Évelyne Girardon, née en 1954 à Lyon d'une mère d'origine russo-ukrainienne et d'un père français, est une chanteuse, arrangeuse et vielleuse.
Pionnière du folk français, elle se fit connaître dès 1973 au sein du groupe La Guimbarde. Puis elle participa à La Kinkerne et La Bamboche. Au fil des années, elle s’est concentrée sur le répertoire de tradition orale en français chanté en lui inventant des développements polyphoniques a cappella appropriés à son caractère foncièrement modal, dans un rapport amoureux aux sources mélodiques, au contenu sémantique et au plaisir des voix qui s’enlacent l’une à l’autre.

## Parcours
Le chant
Elle avait déjà été bercée par les chansons ukrainiennes et les chansons populaires des années 1960 que chantait à la maison sa mère. Puis son goût pour le chant est confirmé par ses cours de musique au collège, où sa professeur, Renée Mayoud, la pousse à interpréter des chansons traditionnelles en français.
La Guimbarde
C'est avec ce groupe qu'elle commence sa carrière professionnelle, dans les années 1970, en compagnie de Steve Waring et Jacques Treese. Avec eux elle participe à l'enregistrement du disque La Voix.
La vielle
Elle avait entendu, à l'âge de huit ans, dans une brasserie lyonnaise, et pour la première fois, deux joueurs de vielle à roue, Jules Devaux et Édith Montardon dite “La Marie”, ce qui lui produisit un véritable choc musical.
Dès 1975, elle joue de la vielle à roue, commence un apprentissage auprès de Monsieur Georges Simon, et rejoint La Kinkerne au printemps 1976 puis La Bamboche en 1977, groupe emblématique du mouvement folk français, en compagnie de Jean Blanchard, multi instrumentiste, et joueur de cornemuse du centre (la musette du Berry et du Bourbonnais).
Toujours avec Jean Blanchard, elle fonde « Beau Temps sur la Province » en 1981, puis en 1986, la Compagnie du Beau Temps, rejoints par Bruno Le Tron à l'accordéon et Robert Amyot à la cornemuse. C'est avec Jean qu'elle produira les spectacles « Le Flambeau d’Amour », en 1988, « Au-delà de l’eau », en 1989, et « Le Grand Festin » en 1990, spectacle de la Compagnie du Beau Temps.
Roulez Fillettes
En 1988 sort son 1er album polyphonique, Amour de fusain.
Dans le même esprit et en parallèle à ses activités au sein de la Compagnie, elle crée avec quatre chanteuses (Sylvie Berger, Solange Panis, Michelle Delabbaye, Yannick Guilloux) l'ensemble vocal Roulez Fillettes pour lequel elle revisite les chansons traditionnelles francophones, collectées durant sa carrière ou issues des collectes du XIXe siècle, adjointes de compositions signées Jean Blanchard. De nombreux spectacles seront créés et deux disques  : Amour que j'ai (1990) et Depuis des lunes (1998).
Le titre est un jeu de mots, qui laisse deviner la nature des chansons collectées : sous des dehors sages et présentables, les doubles sens et allusions sont bien souvent juste sous la surface, qu'il suffit d'écouter pour les découvrir.
D'autres chanteuses s'ajouteront à ce projet au gré des diverses créations :  Joellanne Joos Dumont d’Ayot, Barbara Trojani, Marie-Pierre Villermaux, Béatrice Baille, Catherine Faure.

## Collectage et Enseignement
Dans la ligne des folk clubs Le Bourdon et La Chanterelle, elle interprète, mais aussi collecte, et surtout transmet. Pour le chant, et par la technique. Ces trois activités seront continues tout au long de sa carrière, spectacles, collectages, stages et cours de chant.
Elle publiera 2005 un double CD a capella, « Répertoire », contenant 35 titres citant 55 chansons traditionnelles collectées par elle ou d'autres, accompagnée des compagnons musiciens croisés sur son parcours professionnel.

## Instruments
Elle commande à Jean-Luc Bleton la première vielle à roue électrique au monde, aujourd'hui exposée au musée Mupop de Montluçon.

## Discographie
De nombreux CD sont à son actif, dont deux ont été distingués par l'Académie Charles Cros.
La pluie tombe sur nous, qu'elle interprète sur son double CD Répertoire, est étudiée pour les épreuves du baccalauréat de musique 2009-2010 (thème du bourdon).
En 2009, le festival des Francofolies de La Rochelle lui commande une création.
Le 15 juillet 2011 sort son nouvel opus La Fontaine troublée. La sortie de ce CD concrétise une nouvelle direction musicale programmée en décembre 2011 à l'Opéra de Lyon : Si la lune s'arrête, où irons-nous chanter la nuit ? et Les Réveillés de la lune.